# Ченет, Рухи
Рухи́ Чене́т (тур. Muhammed Ruhi Çenet; род. 20 октября 1990, Айдын) — турецкий ютубер, независимый режиссёр-документалист, путешественник и актёр.

## Карьера
Детство провёл в Манисе и Бандырме. В 2007 году поступил в Индию и вернулся в Турцию в 2011 году. Переехав, он начал создавать видеоконтент и загружать его на YouTube. 19 сентября 2012 года он создал канал «Ruhi Çenet Videos», а вскоре быстро стал одним из самых известных YouTube-блогеров Турции. Он снимает образовательные и документальные видеоролики.
В августе 2019 года Ченет женился на Джансу Гизем. У него есть сестра Сюмейра, которая также является ютубером.
В 2024 году во время просмотра файлов .exe в электронном письме о сотрудничестве его канал был дважды украден, после чего на его канале велись прямые трансляции, нарушающие правила и политику YouTube. Ченет заявил, что его финансовые потери в ходе этого процесса составили около 1 миллиона турецких лир. В мае канал был восстановлен.
Владелец канала Bright Sun Films Джейк Уильямс опубликовал в Твиттере сообщение, в котором заявил, что Ченет скопировал видео «История Costa Concordia», а также призвал отреагировать на эту ситуацию. Ченет отрицал эти обвинения и сказал, что видео его собственное.